# 济南市博物馆
济南市博物馆是位于中国山东省济南市的一座地方综合性博物馆，国家一级博物馆，成立于1958年12月，主要担负济南市全市可移动文物的收藏保管、陈列宣传和科学研究工作。济南市博物馆属全额事业单位，隶属于济南市文化和旅游局。

## 历史
济南市是山东省省会城市，有着悠久的历史，而且是黄河下游的最大城市，拥有众多的文物古迹、地上地下保存了丰富的物质文化宝藏。1958年初春，济南市博物馆开始创建，“济南市博物馆筹备处”在趵突泉公园东门处挂牌。1958年12月，济南市博物馆正式成立，馆址设置在趵突泉公园内，是山东省较早建立的博物馆之一。1959年，济南市博物馆在趵突泉公园内创建李清照纪念堂；1961年，在大明湖公园内创建辛弃疾纪念祠。
1989年3月，座落于千佛山公园西侧的新馆址开始兴建，1992年5月竣工。1996年12月21日至26日，济南市博物馆完成搬迁，1997年1月正式投入使用。千佛山新馆占地面积8500平方米，建筑面积6300平方米，其中陈列面积2400平方米。
2004年2月26日，中共中央、国务院以中发〔2004〕8号印发《关于进一步加强和改进未成年人思想道德建设的若干意见》，文件要求全国文化系统所属博物馆对中小学生集体预约参观实行免票。2004年5月，济南市博物馆最先实行对大中小学生全部免票的优惠措施。2008年，济南市博物馆向全社会实施免费开放。
2011年9月，济南市博物馆与济南市文物店合并，馆内藏品及专业人员均得以大幅增加。2015年9月，正式启动济南市博物馆数字化建设项目；2017年10月，成立信息技术部；2018年底，“济南数字博物馆”公众服务平台搭建完成，藏品管理系统上线。
2016年，济南市博物馆再次开始筹建新馆。2017年5月25日，济南市文广新局举行全市文化工作会议，确定启动建设济南市博物馆新馆建设，新馆将位于济南市华山片区，初步预估面积至少为5万平方米。
2020年12月21日，中国博物馆协会公布第四批国家一级博物馆，共74家，济南市博物馆是其中之一。

## 馆藏文物及展览
济南市博物馆藏文物种类丰富，拥有陶瓷、玉器、书画、杂项、古籍、革命文物等十多个类别，7万余件藏品，善本书2千多册，其中国家一级文物59件（套），三级以上文物2000余件。
馆内基本陈列《古城辉煌——济南历史暨馆藏文物展览》首次举办于2001年，通过精选的新石器时代至中华民国的400余件（组）文物全面反映济南历史文化，表现济南历史文化名城的文化底蕴和源远流长的人文精神，曾于2017年荣获“第四届山东省博物馆十大精品陈列”。自1997年至2018年间，先后成功举办数百项专题陈列展览，开展了包括历史陈列展、文物精品展、特色专题展、馆际交流展、基层流动展在内的多样的陈列展览。2014年，济南市博物馆《蔡公时纪念馆陈列展览》被山东省文物局评选为第二届（2013年度）山东省博物馆、纪念馆十大“精品陈列展览”。

## 荣誉
1998年，济南市博物馆被济南市正式公布并授牌为济南市首批爱国主义教育基地。2005年，被山东省正式公布并授牌为山东省爱国主义教育基地。
2005年，济南市博物馆被济南市精神文明办公室授予市级文明单位。
2008年，中国国家文物局开始推行博物馆定级制度，济南市博物馆被定为国家二级博物馆。
2000年10月，济南市博物馆“灵岩寺罗汉像绘画与研究”获得山东省科学技术奖二等奖。
2013年11月至2016年8月，济南市博物馆开展第一次可移动文物普查工作，获得山东省文物普查先进集体的荣誉称号。
2019年1月9日，济南市博物馆在中共山东省委宣传部、山东省社会科学界联合会组织开展的省级社会科学普及教育基地申报评选工作中荣获“山东省社会科学普及教育基地”称号。
此外，济南市博物馆还是中国博物馆协会理事单位、山东省十佳博物馆、济南市未成年人思想道德建设教育基地、全省科普教育基地、省级文明单位。

## 备注
1. ↑  济南市博物馆也称济南博物馆，在济南当地可简称市博。